# Сложный ельник со сфагновым болотом
Сложный ельник со сфагновым болотом — памятник природы регионального (областного) значения Московской области, который включает ценные в экологическом, научном и эстетическом отношении природные комплексы, а также природные объекты, нуждающиеся в особой охране для сохранения их естественного состояния:
- леса — старовозрастные еловые и сосново-еловые кислично-папоротниковые, заболоченные сосново-березовые и березовые влажнотравно-сфагновые;
- верховые и переходные болота;
- места произрастания и обитания редких видов лишайников и животных, занесенных в Красную книгу Московской области.

Памятник природы основан в 1988 году. Местонахождение: Московская область, Волоколамский городской округ, сельское поселение Спасское, 0,5 км к юго-западу от деревни Ивановское. Общая площадь составляет 72,02 га. Памятник природы включает квартал 43 Спасского участкового лесничества Волоколамского лесничества.

## Описание
Территория памятника природы расположена в зоне распространения свежих, влажных и сырых водноледниковых и моренных равнин на южном подножии склона Смоленско-Московской возвышенности. Памятник природы находится на междуречье рек Рузы и Щетинки и включает водноледниковую равнину, представленную древней ложбиной стока с западинами, и небольшие по площади примыкающие участки моренных равнин.
Кровля дочетвертичного фундамента в данной местности сложена известняками и доломитами среднего карбона. Абсолютные высоты территории колеблются от 202 м (поверхность днища древней ложбины стока в восточной части памятника природы) до 210 м (склон моренного холма в северном углу памятника природы).
Моренные равнины, занимающие верхний ярус рельефа, представлены на 20 процентов от общей площади памятника природы. В юго-западной части территории на абсолютных высотах 205—207 м расположена плоская слабонаклонная поверхность моренной равнины. В северном углу памятника природы на абсолютных высотах 205—210 м представлена нижняя часть пологого склона моренного холма крутизной до 5°. Моренные равнины сложены покровными и делювиальными суглинками на моренных отложениях валунно-суглинистого состава. На склонах равнин действуют дефлюкционные и делювиальные современные рельефообразующие процессы.
Водноледниковая равнина расположена на абсолютных высотах 202—205 м. Представленная древней ложбиной стока, протянувшейся с северо-запада на юго-восток, она занимает большую часть площади памятника природы — порядка 80 процентов. Ширина днища ложбины стока в пределах памятника природы колеблется от 350 м (на месте её сужения в западной части территории) до 1 км (на расширенном участке в восточной части территории). На месте сужения древней ложбины стока днище расположено на абсолютной высоте порядка 204 м, на месте расширения — на высоте 202 м. Основная поверхность днища древней ложбины стока сложена водноледниковыми суглинками и песками.
Ложбина стока осложнена различными по площади заболоченными западинами, сложенными торфами. В центральной части памятника природы в днище ложбины стока расположена наиболее крупная западина площадью 10 га, в пределах которой сформировалось верховое болото. Болото имеет слабовыпуклый профиль и осложнено биогенным микрорельефом — растительными кочками (диаметром 0,3—0,7 м; высотой 0,3—0,8 м). По окраинам верхового болота сформировались участки переходных болот. Вдоль северной границы памятника природы расположены две более мелкие заболоченные западины площадью около 2-3 га. В пределах западин выражены современные рельефообразующие процессы, представленные подтоплением их днищ (сезонным и при выпадении осадков), торфонакоплением, образованием растительных кочек, искорей.
На территории памятника природы водные объекты представлены верховыми и переходными болотами, не трансформированными мелиорацией. Поверхностный сток территории поступает с участков склонов моренной равнины в днище древней ложбины стока, из которой направлен в долину реки Щетинки (правый приток реки Демшенко, бассейн Рузы), протекающей к северо-востоку от памятника природы.
Почвенный покров на склонах моренной равнины представлен преимущественно дерново-подзолистыми глееватыми почвами. В днище древней ложбины стока сформировались дерново-подзолистые глееватые и дерново-подзолистые глеевые почвы на суглинистых породах, на породах легкого механического состава — дерново-подзолы глееватые и, при слабом дренаже, дерново-подзолы глеевые. В пределах верховых и переходных болот отмечаются торфяные олиготрофные и торфяные эутрофные почвы.

### Флора и растительность
На территории памятника природы представлены старовозрастные еловые и сосново-еловые леса, заболоченные сосново-березовые и березовые леса, верховые и переходные болота, лесокультуры сосны и ели.
Относительно возвышенные участки территории заняты еловыми лесами кислично-папоротниковыми с двулепестником альпийским. Они перемежаются со старыми трансформированными лесокультурами сосны и ели кислично-папоротниковыми и кисличными с двулепестником, черникой, ожикой волосистой, подмаренником трёхцветковым, щитовниками распростёртым и картузианским, грушанкой круглолистной, осокой пальчатой и занимают значительные площади. В этих лесах есть очень старые березы (диаметр стволов 40 см). На участках с высокой сомкнутостью крон древостоя имеются пятна мертвого покрова. Довольно часто встречаются и участки средневозрастных еловых лесокультур кисличных и кислично-редкотравных с папоротниками и двулепестником альпийским. Отдельные участки лесокультур вырублены.
В западине у северной границы памятника природы в заболоченных березняках влажнотравно-сфагновых с подростом ели и кустарниковыми ивами доминируют вейник сероватый, вахта трёхлистная, осоки, хвощ речной, встречаются вербейник обыкновенный, сабельник болотный, шлемник обыкновенный.
В центральной части памятника природы на верховом пушицево-кустарничково-сфагновом болоте доминирует сосна, единично встречается берёза пушистая. Много старых упавших сухих сосен, достигших в данных условиях своего предельного возраста. Диаметр стволов сосен составляет около 22—25 см, высота 10—14 м. Здесь много подроста сосны высотой 1—3 м, а подроста берёзы — до 10 м высотой при диаметре стволов в среднем 12—15 см. В травяно-кустарничковом покрове наибольшее обилие имеют пушица влагалищная, клюква болотная, мирт болотный и багульник болотный, особенно много его в центральной части болота. Черника и брусника в основном растут по приствольным повышениям. Единично встречаются щитовник картузианский и марьянник луговой. Стволы и ветви берез и сосен густо покрыты эпифитными лишайниками из родов эверния, пармелия и гипогимния; здесь же произрастает уснея жестковолосатая (вид, занесенный в Красную книгу Московской области), изредка встречаются бриории переплетенная и буроватая.
Переходные болота представлены по краю верховых, это миртово-клюквенно-осоково-сфагновые сообщества с осоками носиковой и волосистоплодной, вахтой трехлистной (обильна) и вейником сероватым (обилен), а также щитовником гребенчатым и багульником болотным. На этих участках болот имеется подрост сосны и березы, по краю растут кустарниковые ивы (ива пепельная). На повышениях среди переходных болот под невысокими березами или соснами есть группы пушицы влагалищной. В краевых частях болот обильны сабельник болотный, осоки сероватая и буроватая, иногда встречается пальчатокоренник мясо-красный — редкий и уязвимый вид, не включенный в Красную книгу Московской области, но нуждающийся на территории области в постоянном контроле и наблюдении.
Болота окружены заболоченными березовыми лесами с участием сосны. Диаметр стволов некоторых сосен достигает 35 см. Стволы сосен и берез обильно одеты лишайниками из родов эверния, пармелия и гипогимния, встречается уснея жестковолосатая. Преобладают пушицево-вейниково-сфагновые типы с черникой и клюквой болотной, обильна ива пепельная.

### Фауна
При небольшой площади памятника природы его животный мир отличается хорошей репрезентативностью для соответствующих природных сообществ Московской области. Отмечено обитание 55 видов позвоночных животных, в том числе двух видов амфибий, двух видов рептилий, 38 видов птиц и 13 видов млекопитающих.
Основу фаунистического комплекса наземных позвоночных животных составляют виды, характерные для хвойных и смешанных лесов Центральной России. Низкая доля синантропных видов свидетельствует о высокой степени сохранности и целостности природного комплекса.
Территорию памятника природы населяют два основных зоокомплекса (зооформации): зооформация еловых лесов и зооформация сфагновых болот и заболоченных сосняков. На северо-восточной периферии памятника природы встречаются также представители зооформации опушечных и открытых местообитаний.
На территории памятника природы господствует зооформация еловых лесов, представители которой населяют старовозрастные кислично-папоротниковые еловые леса, а также небольшие участки средневозрастных еловых культур и старых разреженных культур сосны с елью во втором ярусе и подросте. Основу животного населения здесь составляют характерные виды хвойных лесов как европейского (рыжая полёвка, лесная куница, желтоголовый королёк и другие), так и сибирского (обыкновенная белка, рябчик, желна, зелёная пеночка и другие) происхождения. Многочисленны зяблик, зарянка; обычны вяхирь, большой пёстрый дятел, крапивник, славка-черноголовка. Встречается серая жаба, по более сырым местам обычна остромордая лягушка.
На участках старовозрастных заболоченных сфагновых сосняков и кустарничково-сфагновых верховых болот, как и в окружающих их сфагновых березово-сосновых лесах, сформировалось своеобразное животное население. Из птиц здесь встречаются тетерев (редкий и уязвимый вид, не включенный в Красную книгу Московской области, но нуждающийся на территории области в постоянном контроле и наблюдении), обыкновенная горихвостка, серая мухоловка (в сезон поспевания ягод), чиж. Из пресмыкающихся на более сухих участках обычна живородящая ящерица, отмечено обитание обыкновенной гадюки — вида, занесенного в Красную книгу Московской области.
На участках с преобладанием заболоченных березово-сосновых древостоев и ивняков встречаются обыкновенная иволга, пеночка-трещотка, болотная камышовка, большая синица, лазоревка, ополовник.
Во всех лесных местообитаниях встречаются и широко распространенные виды: обыкновенная бурозубка, заяц-беляк, лось, кабан, обыкновенная лисица, горностай, канюк, тетеревятник, обыкновенная кукушка, пеночка-весничка, пеночка-теньковка, дрозды рябинник и певчий, пухляк, ворон, сойка, обыкновенный поползень.
Характерными представителями зооформации опушечных и луговых местообитаний, встречающимися по северной периферии памятника природы, являются обыкновенный крот, полевая мышь, обыкновенная полёвка, деревенская ласточка, белая трясогузка, лесной конек, серая славка, щегол, обыкновенная овсянка.

## Объекты особой охраны памятника природы
Охраняемые экосистемы: старовозрастные еловые и сосново-еловые кислично-папоротниковые леса, заболоченные сосново-березовые и березовые влажнотравно-сфагновые леса, верховые и переходные болота.
Места произрастания и обитания охраняемых в Московской области, а также иных редких и уязвимых видов растений, лишайников и животных, зафиксированных на территории памятника природы, перечисленных ниже, а также тетерева.
Виды растений, являющиеся редкими и уязвимыми таксонами, не включенные в Красную книгу Московской области, но нуждающиеся на территории Московской области в постоянном контроле и наблюдении: пальчатокоренник мясо-красный.
Охраняемые в Московской области, а также иные редкие и уязвимые виды лишайников:
- вид, занесенный в Красную книгу Московской области: уснея жестковолосатая;
- редкие виды: бриории переплетенная и буроватая.

Охраняемый в Московской области вид животных, занесенный в Красную книгу Московской области: обыкновенная гадюка.